# Karin Schmidt-Friderichs

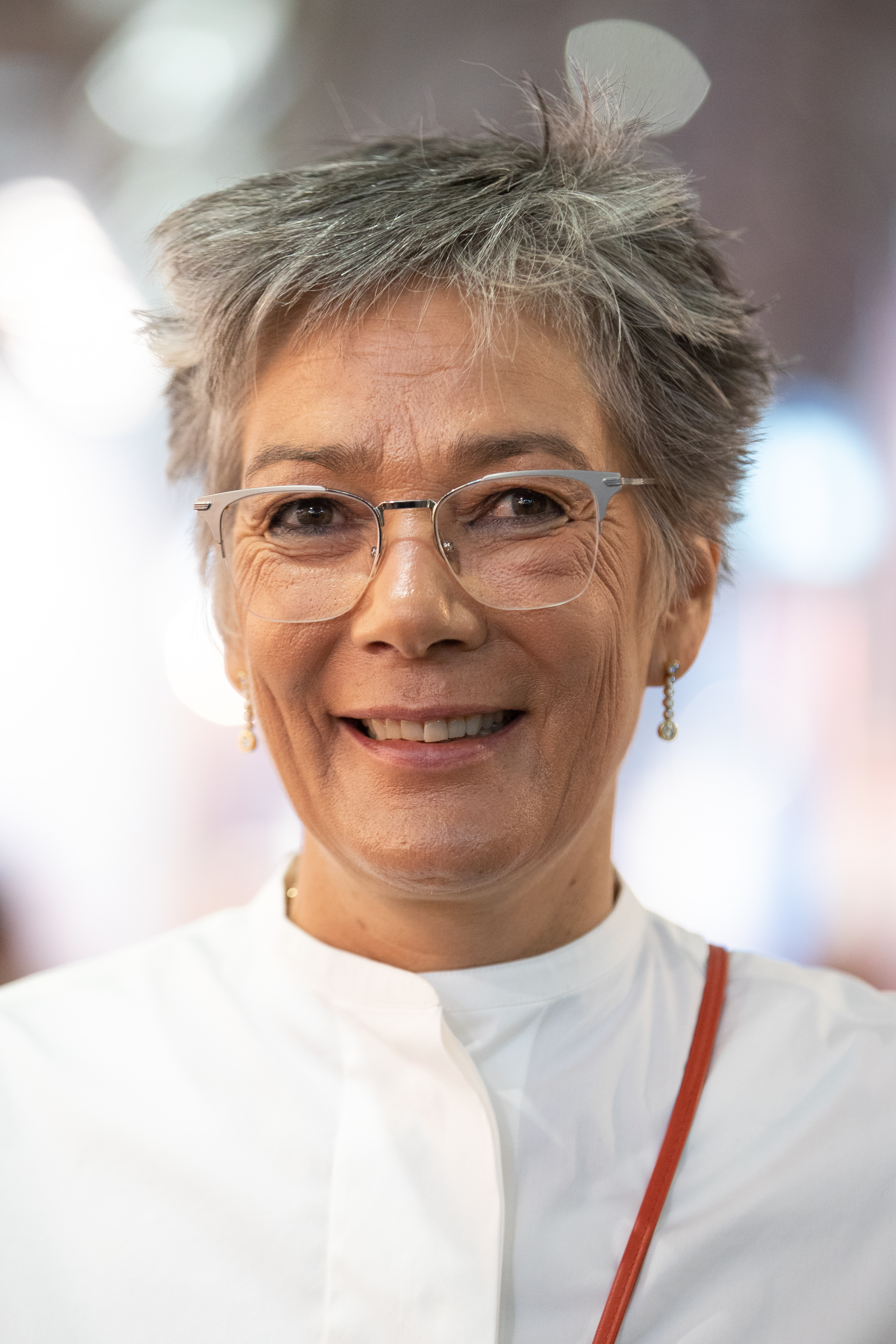
Karin Schmidt-Friderichs (2019)

Karin Schmidt-Friderichs (* 29. Oktober 1960) ist Verlegerin beim Verlag Hermann Schmidt. Seit dem 26. Oktober 2019 ist sie Vorsteherin des Börsenvereins des Deutschen Buchhandels.

## Leben
Nach dem Abitur absolvierte Schmidt-Friderichs ein Fotopraktikum bei F. C. Gundlach in Hamburg sowie mehrere Architekturpraktika im In- und Ausland. Von 1980 bis 1990 – mit Unterbrechungen durch die Geburten ihrer Töchter Hannah (1985) und Julia (1986) – studierte sie Architektur an der Universität Stuttgart. Anschließend arbeitete Karin Schmidt-Friderichs von 1990 bis 1992 als Architektin.
Seit 1992 leitet sie gemeinsam mit ihrem Ehemann Bertram Schmidt-Friderichs den Verlag Hermann Schmidt. Hierbei hat sie die Verantwortung vor allem in den Bereichen Markenbildung, PR, Vertrieb sowie Programm. Sie erfüllt seit 1997 regelmäßige Lehraufträge für Typografie und visuelle Kommunikation sowie für Marketing in der grafischen Industrie, berät Unternehmen der Verlagsbranche und darüber hinaus in Fragen der Markenbildung und Markenführung und leitet Leitbildprozesse. Sie gestaltet und begleitet Veränderungsprozesse und coacht in diesem Zusammenhang Führungskräfte und Gruppen.
2011 wählte der Vorstand der Stiftung Buchkunst Schmidt-Friderichs zu seiner Vorsitzenden. Ende 2015 wurde bekannt, dass sie dieses Amt eineinhalb Jahre vor dem regulären Ende der Amtszeit aufgeben will. Zum 31. März 2016 endete ihre Amtszeit, zu ihrem Nachfolger im Vorstand der Stiftung Buchkunst wurde Joachim Unseld berufen. Der Vorsteher des Börsenvereins des Deutschen Buchhandels dankte Schmidt-Friderichs für die zweifache Rettung der Stiftung Buchkunst im Rahmen der Preisverleihung der schönsten Bücher aus aller Welt auf der Leipziger Buchmesse am 18. März 2016.
Im März 2018 entsandte der Börsenverein des Deutschen Buchhandels Schmidt-Friderichs in die Deutsche Literaturkonferenz. In dieser Funktion war sie bis zu ihrer Wahl zur Vorsteherin des Börsenvereins des Deutschen Buchhandels im Juni 2019 Mitglied im Sprecherrat des Deutschen Kulturrates.
Am 19. Juni 2019 wurde Schmidt-Friderichs bei den Vorstandswahlen des Börsenvereins des Deutschen Buchhandels als Nachfolgerin von Heinrich Riethmüller in das Amt der Vorsteherin gewählt. Sie setzte sich bei der Abstimmung der Mitgliedsunternehmen des Vereins gegen Stefan Könemann durch. Sie ist damit die zweite Frau an der Spitze des Börsenvereins nach Dorothee Hess-Maier, die den Verein von 1989 bis 1992 leitete. Die Amtszeit begann am 26. Oktober 2019 und dauerte zunächst drei Jahre. Die erste Amtszeit war geprägt durch die Corona-Pandemie, den Ausfall mehrerer Buchmessen und das Einläuten klarer Change-Prozesse im Börsenverein des Deutschen Buchhandels. Am 21. Juni 2022 wurde Schmidt-Friderichs für weitere drei Jahre im Amt bestätigt. Im Rahmen ihrer Vorsteherinnenrolle ist Schmidt-Friderichs seitdem Mitglied und stellvertretende Vorsitzende im Aufsichtsrat der BBG-Holding. Zudem ist Karin Schmidt-Friderichs Mitglied und Vorsitzende im Stiftungsrat des Friedenspreises des Deutschen Buchhandels, der Akademie Deutscher Buchpreis sowie das Akademie Deutscher Sachbuchpreis.
Seit Juni 2023 ist Schmidt-Friderichs Mitglied im Stiftungsbeirat der Kulturstiftung des Bundes, seit Juni 2024 im Kuratorium der Kulturstiftung der Evangelischen Kirche in Hessen und Nassau.

## Ehrungen
Am 10. Dezember 2014 verlieh die rheinland-pfälzische Ministerpräsidentin Malu Dreyer Karin und Bertram Schmidt-Friderichs den Verdienstorden des Landes für ihr Engagement rund ums schöne Buch.
Am 25. Januar 2018 erhielten Karin und Bertram Schmidt-Friderichs den Antiquaria-Preis für ihr verlegerisches Werk mit besonderer Erwähnung der Qualitätsphilosophie, die sich nicht nur auf die Bücher bezieht, sondern auch die Verlagskataloge mit einbezieht.

## Mitgliedschaften (Auswahl)
- 2003–2011 Vorsitzende des Berufsbildungsausschusses des Börsenvereins des deutschen Buchhandels
- 2004–2011 Mitglied und stellvertretende Vorsitzende des Hochschulrates der Fachhochschule Mainz, heute Hochschule Mainz (Gestaltung von Change-Prozessen)
- 2011–2019 Mitglied und stellvertretende Vorsitzende im Aufsichtsrat eines mittelständischen Kunststoffunternehmens (Gestaltung des Generationen-Übergangs)
- Mitte 2012–März 2016 Vorstandsvorsitzende der Stiftung Buchkunst (Change-Prozess-Management)
- International Society of Typographic Designers (ISTD)
- Art Directors Club für Deutschland (ADC) (als erstes Verlegerehepaar wurden Karin und Bertram Schmidt-Friderichs in den Club aufgenommen)
- Amnesty International
- Hospizgesellschaft
- Freundeskreis der Stiftung Buchkunst
- März 2018 bis zur Wahl zur Vorsteherin des Börsenvereins des Deutschen Buchhandels Mitglied der Deutschen Literaturkonferenz und im Sprecherrat des Deutschen Kulturrates

## Schriften
- Karin Schmidt-Friderichs: Geschichte & Geschichten. Der Verlag Hermann Schmidt Mainz von der Nachkriegszeit bis heute. Verlag Hermann Schmidt, Mainz 2007, ISBN 978-3-87439-732-2 (herausgegeben anlässlich der Ausstellung „Geist der Freiheit – Schönheit der Bücher“ vom 25. Mai bis 18. Oktober 2007 im Rahmen der 60-Jahr-Feier des Landes Rheinland-Pfalz).